# Opotzinga
Opotzinga är en ort i Mexiko.   Den ligger i kommunen Tehuipango och delstaten Veracruz, i den sydöstra delen av landet, 240 km öster om huvudstaden Mexico City. Opotzinga ligger 1 950 meter över havet och antalet invånare är 755.
Terrängen runt Opotzinga är kuperad västerut, men österut är den bergig. Runt Opotzinga är det ganska tätbefolkat, med 199 invånare per kvadratkilometer. Närmaste större samhälle är Zongolica, 12,5 km norr om Opotzinga. I omgivningarna runt Opotzinga växer huvudsakligen savannskog.